# Sobirania nacional
La sobirania nacional és un concepte que es refereix a donar el poder a la nació, és a dir, a la ciutadania. Aquesta deixa constància en la constitució que li cedeix el poder a l'Estat. En aquest marc ideològic, el rei esdevé un representant ideològic sorgit de la teoria política liberal, que pot remuntar-se a Locke i Montesquieu (finals del segle XVII a Anglaterra, segle XVIII a França).
En primer lloc, és essencial tenir en consideració la definició de sobirania que afecta àmbits de la història, la política i el dret; la qual podem entendre com la qualitat del poder polític d'un estat o d'un organisme que no és sotmès a cap altre poder. En aquesta definició es concreta el tipus de sobirania que es tracta en aquest article, la sobirania nacional, la qual fou formulada per primer cop per l'abat Sieyès com aquella en què la sobirania resideix en la nació, considerada com a entitat real diferenciada dels individus que la integren, i representada per un parlament elegit per sufragi censatari, fet que va permetre a la burgesia consolidar el seu domini.
És fonamental entendre la sobirania nacional com la sobirania del poble que conforma la nació, en altres paraules com un apoderament del poble, de la comunitat, enfront de la concentració existent fins llavors del poder en uns pocs, representats en les monarquies i les nobleses. Per tal d'aprofundir en aquesta idea és adient la següent cita: «Així mateix, la sobirania popular o nacional és inalienable i indivisible. La seva inalienabilitat prové del pacte social de Rousseau; si la sobirania pogués alienar-se, el sobirà —Poble o Nació— desapareixeria.»
Per tant, la societat s’organitza en un conjunt de drets i deures, buscant la participació dels ciutadans a l’hora de prendre decisions de caràcter polític, social i econòmic. Per organitzar aquesta implicació del poble necessàriament cal un marc legal que ho reguli i també una creació d’institucions representatives que permetin l’administració dels estats. Tradicionalment, s’han organitzat els estats en els poders executiu, legislatiu i judicial. Un estat per tal d'existir ha de gaudir de sobirania entesa com l'atribut del poder polític, hegemònic, sobre els altres poders socials.

## Origen del concepte
Els orígens de la sobirania nacional els podríem situar a la Revolució Francesa on es considerà el cos civil com un cos polític organitzat amb vida pròpia i necessitats comunes. A més, en aquest context és crucial conèixer la importància creixent que va tenir la burgesia a les diferents societats i la davallada de l'Antic Règim feudal. Tot i això, no podem obviar la importància que van tenir diferents pensadors, els quals van postular diferents supòsits que creaven entorns teòrics, al voltant de la sobirania nacional, que més endavant van arribar a la pràctica amb moltes adaptacions, correccions i fins fracassos. Són rellevants pensadors com Rousseau, Hobbes, Locke, amb rellevants estudis sobre el contracte social.
En aquest sentit, Antonio Fernández García diu que «Rousseau va afirmar la sobirania com una categoria absoluta: "Pertany a l'essència del poder sobirà el no poder ser limitat; o ho pot tot o no és res". A partir de la famosa definició de la llei com a "expressió de la voluntat genera", es reconeixia al poble sobirà la capacitat per a canviar en qualsevol moment les lleis o els governants.»
Amb les idees i aportacions de Rousseau, s'arriba a una nova concepció de la sobirania del poble: «Rousseau fa de la sobirania del del poble l'única forma en acte de la sobirania, però fa simplement inaplicable en la historia…».
Va ser notable l'aportació de l'abat Sieyès amb el seu pamflet Què és el tercer estat, en què identificava els interessos d'aquest (el tercer estat, o sigui, els no privilegiats; en la pràctica, la burgesia), amb els de la nació francesa. La formulació que es va encunyar en l'article 3 de la Declaració dels Drets de l'Home i del Ciutadà va determinar que «tota sobirania resideix essencialment en la nació».
El sistema polític sortit de les Corts de Cadis es va basar en la sobirania nacional, la qual va ser un motor de canvi fonamental per passar de l'Antic Règim a postulats més liberals. «Sobre el principi de la sobirania nacional es va recolzar el sistema polític de Cadis, en tant que va constituir el postulat legitimador que va permetre el pas de l'Antic Règim al Règim Liberal, en sentenciar la substitució del titular del poder, abans identificat amb la persona del Rei, i els seu traspàs a un ens col·lectiu nou: la nació.»
La sobirania pertany a la nació, una entitat abstracta i única, vinculada normalment a un espai físic (la "terra pàtria"), a la qual pertanyen els ciutadans presents tant com els passats i futurs, i es defineix com a superior als individus que la componen. El mateix concepte de ciutadà (subjecte de drets, en igualtat de drets amb els altres membres de la nació, i no súbdit o objecte passiu de pertinença a una entitat política que se li imposa) està associat al principi de sobirania nacional. En la teoria clàssica, la sobirania nacional es tradueix en un règim representatiu, perquè la nació no pot governar-se a si mateixa directament (ni tan sols en els sistemes de democràcia directa, donada la impossibilitat de reunir, de fet, la "nació sencera"). La simple majoria del poble (concepte també difús, però més equivalent al conjunt dels habitants d'una nació) no és necessàriament la voluntat de la nació, si aquesta és superior als ciutadans individuals.
Podem entendre que el liberalisme polític d’inicis del segle XIX recollia molts dels principis distingits de la Revolució Francesa, defensant la llibertat de l’individu que es concretava, entre altres aspectes en la sobirania nacional. Aquest situar l’individu en el centre no el podem deslligar del fet de posar drets i deures a la ciutadania, és a dir, l’individu també cal entendre’l en comunitat. Aquest individu era un ciutadà, no el súbdit de l’absolutisme de l’Antic Règim, i el conjunt de ciutadans constituirien la nació, fonament de la sobirania.
En un inici, i coincidint amb la caiguda de l’Antic Règim i el fet de donar veu a les societats, va portar associat un creixement dels sentiments nacionalistes, acompanyats de guerres d’independència i, en l’àmbit cultural, sorgeixen moviments que representen molt bé aquest nou ideari i sentiment, com va ser al segle XIX, el Romanticisme.

## Evolució de la sobirania nacional
El liberalisme considerava que el poder sorgia del conjunt de la ciutadania i que és aquesta la que ha d’escollir el govern que els ha de dirigir a partir de la voluntat popular. Per tant, això estableix el sufragi, el qual inicialment havia de ser censatari, és a dir, podien votar només els que formaven part del cens, i fins més endavant no es va arribar a un veritable sufragi universal, on tota la ciutadania tingués dret a votar, un cas clar era que les dones van estar fins molt tard excloses dels sufragis. En aquest sentit, va ser molt contundent i significatiu el moviment sufragista de reivindicació del dret de les dones a exercir el vot.

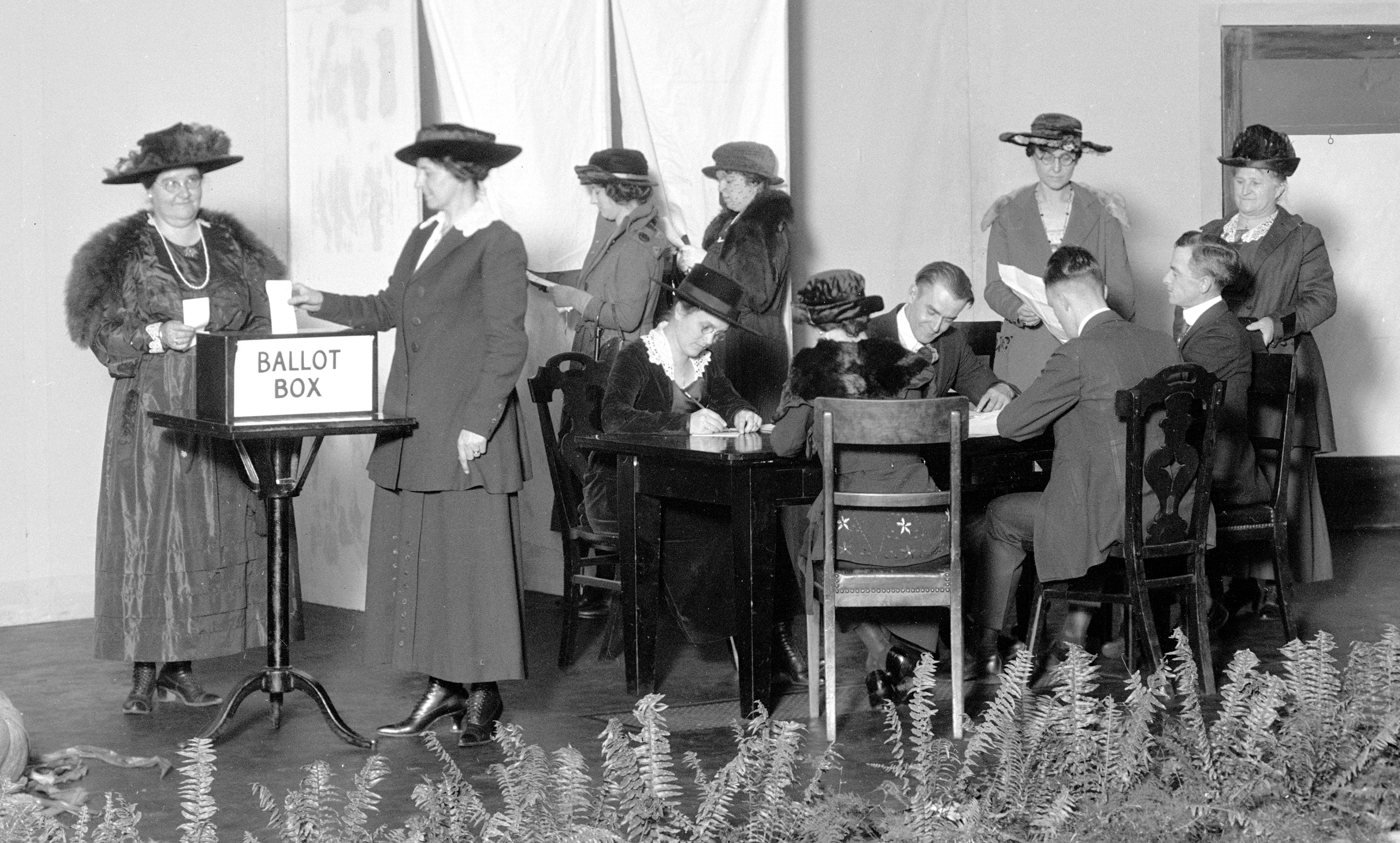
Dones participant en unes votacions electorals a Dayton el 27 d'octubre de 1920.

El segle XX ha estat marcat per les terribles guerres mundials, per l’aparició dels blocs capitalista i comunista, per la guerra freda, pels règims totalitaris, etc. En aquest context tan condicionant també cal dir que apareixen les Nacions Unides, la Unió Europea, els moviments sufragistes, com apuntàvem, amb la incorporació de les dones en els censos dels països democràtics. Amb la Segona Guerra Mundial i la desaparició del mur de Berlín podria semblar que es consolidarien els règims democràtics occidentals. Realment no ha estat així, apareixen de nou conflictes vinculats a desigualtats socials i econòmiques, a temes religiosos, i occident actua sovint amb superioritat imposant els seus valors, entre ells el del sufragi universal, però realment el món cada vegada està més dividit i és més divers. Les democràcies occidentals, instaurades en molts països que havien estat imperis, tenen una important influència moral basada en què va ser, però poc centrada en un lideratge actual.

## Avui en dia
Si ens situem en el moment present és pot constatar que hi ha un descontentament amb el sistema representatiu imperant, podríem dir que la democràcia sembla que estigui en crisis; es contamina el debat polític; se simplifica la política quan la complexitat és més alta que mai; s’erosiona la divisió de poders; creixen els populismes, no hi ha contrapoders a les democràcies tradicionals com en el segle XX hi podia haver el bloc comunista;  sorgeixen amb força, com a principis del segle xx, partits d’extrema dreta que en els seus plantejaments simplifiquen el model i van a supòsits on la sobirania nacional cada dia és menys sobirana i menys de la ciutadania.
Actualment, es viu un context complex vers a les democràcies i a la sobirania nacional. La següent cita, de Sánchez-Cuenca, reflexiona sobre aquest aspecte: «…vivim un crisi de la representació política que es conseqüència d'un procés més amplio de desintermediació en moltes esferes de la vida social. En la democràcia representativa, els agents intermediadors són els partits i els mitjans. Quan partits i mitjans fallen en el seu paper intermediador, les democràcies es desordenen.»
En aquest marc de desordre, es poden observar fets que suposen un daltabaix a la sobirania nacional i per extensió a la mateixa democràcia. Alguns casos d’assalts a diferents parlaments segons informacions que van sortir a bastament en diferents mitjans de comunicació. El 5 de juliol de 2017, un grup irromp amb força a la seu de l’Assemblea Nacional de Veneçuela. L'1 de juliol 2019 hi va haver un assalt al Parlament de Hong Kong. El 15 juliol de 2020, un grup de manifestants irromp a la seu del Parlament d'Azerbaidjan. El 29 d’agost de 2020, grups radicals de dretes van intentar l'assalt al Reichstag, seu del Parlament alemany. El 6 de gener de 2021, unes 10.000 persones, la majoria simpatitzants del president sortint Donald Trump, marxen cap al Capitoli i unes 800 hi entren. El 8 de gener de 2023, milers de seguidors radicals de l'expresident brasiler, l'ultradretà Jair Bolsonaro, van assaltar les seus del Congrés, de la Presidència i del Tribunal Suprem, a Brasília.
Un altre aspecte rellevant a tractar en l'actualitat, és el dels conceptes afins a la sobirania però amb significats diferents. Com per exemple l'autonomia, la qual fa referència a les obligacions que assumeix l’Estat en àmbits territorials de la seva jurisprudència; i la independència que segons alguns autors té una connotació negativa derivada del prefix «in».
En els darrers temps, la sobirania nacional està perdent bona part de la significació embrionària, per la devaluació del significat inicial i per l’assignació de nous sentits que fan perdre valor a què es referia en el seu origen.